# Corydalis schlagintweitii
Corydalis schlagintweitii là một loài thực vật có hoa trong họ Anh túc. Loài này được Fedde mô tả khoa học đầu tiên năm 1914.